# Chính phủ điện tử
Chính phủ Điện tử (e-Government) là việc ứng dụng công nghệ thông tin vào các hoạt động của chính phủ, cung cấp các dịch vụ công cộng, thực hiện các hoạt động của chính phủ trên các nền tảng như website. Với tiềm năng của Internet, chính phủ điện tử sẽ thay đổi một số phương thức, cấu trúc hoạt động của cơ quan Nhà nước để tạo ra nhiều cơ hội cho người dân có thể tương tác trực tiếp với chính phủ cũng như chính phủ có thể cung cấp các dịch vụ trực tiếp cho người dân của mình.

## Phân loại
Tham gia chính phủ điện tử có 3 thực thể chính bao gồm: chính phủ, người dân và doanh nghiệp. Trên cơ sở khác nhau về nhu cầu của các thực thể tham gia trên, chính phủ điện tử chia thành bốn loại:

### Dịch vụ chính phủ điện tử cung cấp cho người dân (G2C- Government to Citizen)
- Về cơ bản, G2C là khả năng giao dịch và cung cấp dịch vụ của chính phủ trực tiếp cho người dân như giấy khai sinh, giấy phép lái xe, tư vấn, khiếu nại, giám sát và thanh toán thuế, phục vụ công cộng[3] cũng như hỗ trợ người dân đối với các dịch vụ cơ bản như giáo dục, chăm sóc y tế, thông tin bệnh viện, thư viện và các dạng dịch vụ khác.
- Mục tiêu hàng đầu của G2C là làm giảm chi phí cung cấp các dịch vụ công, đảm bảo sự liên lạc tốt hơn giữa chính phủ với công dân.[4] Từ đó, người dân giảm thiểu thời gian và chi phí trong quá trình thực hiện một giao dịch.
- Bằng cách làm cho thông tin công khai dễ tiếp cận hơn thông qua việc thiết lập trang web, G2C tạo điều kiện cho người dân tải xuống các biểu mẫu trực tuyến, truy cập vào các dịch vụ nhanh chóng, thuận tiện, mọi lúc mọi nơi. Điều này tạo cơ hội cải thiện hiệu quả chức năng của chính phủ và giúp chính phủ minh bạch hơn đối với công dân.[2]
- Với loại G2C, chính phủ điện tử áp dụng hoạt động quản trị quan hệ khách hàng (CRM) trong việc tiếp cận với người dân cũng như tạo mối quan hệ tốt đẹp với họ. Bằng cách quản lý mối quan hệ khách hàng (người dân), doanh nghiệp (chính phủ) có thể cung cấp các sản phẩm và dịch vụ cần thiết để đáp ứng nhu cầu của khách hàng (người dân).

### Dịch vụ chính phủ điện tử cung cấp cho doanh nghiệp (G2B- Government to Business)
- G2B tập trung vào các dịch vụ khác nhau được trao đổi giữa Chính phủ và các tổ chức kinh doanh, bao gồm: các chính sách, các quy định và thể chế; truy xuất các thông tin về kinh doanh (quy hoạch sử dụng đất, phát triển đô thị, đấu thầu, xây dựng,...), tải các mẫu đơn, gia hạn giấy phép, đăng ký kinh doanh, xin cấp phép và nộp thuế[5].
- G2B đóng một vai trò quan trọng trong phát triển kinh doanh. Nó làm tăng tính công bằng và minh bạch của các dự án, hợp đồng của chính phủ[2]. G2B hỗ trợ việc phát triển kinh doanh, đặc biệt là phát triển các doanh nghiệp vừa và nhỏ. Việc đơn giản hóa các thủ tục xin cấp phép, hỗ trợ trong quá trình phê duyệt đối với các yêu cầu của doanh nghiệp vừa và nhỏ sẽ thúc đẩy kinh doanh phát triển.
- Một dịch vụ cấp cao liên quan đến G2B được cung cấp bởi chính phủ điện tử là mua sắm điện tử. Các nhà cung cấp trao đổi trực tuyến với Chính phủ để mua sắm hàng hóa và dịch vụ cho Chính phủ. Một ví dụ điển hình là các website mở và đấu thầu[3]. Việc mua sắm điện tử đảm bảo cho quá trình đấu thầu trở nên minh bạch và khuyến khích các doanh nghiệp vừa và nhỏ tham gia đấu thầu đối với các dự án mua sắm lớn của Chính phủ. Hệ thống này cũng giúp cho Chính phủ có thể tiết kiệm chi tiêu thông qua việc cắt giảm chi phí cho môi giới trung gian, chi phí hành chính cũng như các hoạt động trung gian khác.

### Dịch vụ chính phủ điện tử cung cấp cho cán bộ công chức để phục vụ người dân và doanh nghiệp (G2E- Government to Employee)
- G2E là một phần nội bộ của G2G, bao gồm các dịch vụ, giao dịch trong mối quan hệ giữa chính phủ đối với công chức, viên chức.[4]
- Nó cung cấp cho nhân viên khả năng truy cập thông tin liên quan về chính sách lương thưởng và lợi ích, cơ hội đào tạo và học tập và kiểm tra số dư nghỉ phép và xem xét hồ sơ thanh toán tiền lương một cách dễ dàng và nhanh chóng.
- G2E là một cách thành công để cung cấp kiến thức điện tử, gắn kết các nhân viên và khuyến khích họ chia sẻ kiến thức. G2E giúp đào tạo và phát triển nguồn nhân lực để đáp ứng với những lĩnh vực đầy thách thức và sự thay đổi nhanh chóng của thời đại công nghệ thông tin và truyền thông.[5]

### Dịch vụ chính phủ điện tử trao đổi giữa cơ quan trong Chính phủ với nhau và giữa các Chính phủ (G2G- Government to Government)
- G2G đề cập đến sự tương tác, phối hợp và cung cấp các dịch vụ một cách có hiệu quả giữa các cấp, ngành, tổ chức, bộ máy Nhà nước và các cơ quan chính phủ trong việc điều hành và quản lý nhà nước.[4] Nó cung cấp thông tin liên quan đến chính sách bồi thường, lợi ích, cơ hội đào tạo học tập và luật dân quyền theo cách dễ tiếp cận.
- Giao dịch của G2G được thực hiện trên hai cấp chính, bao gồm G2G cấp nội bộ và G2G ở cấp quốc tế.[5] G2G cấp nội bộ là các giao dịch giữa Chính phủ với các chính quyền địa phương, các tổ chức có liên quan. G2G cấp quốc tế là các giao dịch giữa các Chính phủ. Bằng cách giao tiếp và hợp tác trực tuyến, các cơ quan chính phủ có thể làm việc cùng nhau, xây dựng cơ sở dữ liệu, tài nguyên chung cho tất cả các quốc gia thành viên. G2G được xem là công cụ giúp tăng cường ngoại giao và các mối quan hệ quốc tế.[3]
- Mục đích quan trọng của phát triển G2G là tăng cường và cải thiện quy trình tổ chức liên chính phủ. Việc sử dụng công nghệ thông tin của các cơ quan chính phủ khác nhau để chia sẻ hoặc tập trung hóa thông tin, hợp lý hóa các quy trình kinh doanh liên chính phủ có thể giúp tiết kiệm thời gian và chi phí.[2]

## Mục tiêu
- Thay đổi phương thức hoạt động của chính phủ và các cơ quan Nhà nước: chuyển các hoạt động offline thực hiện ở các địa phương, ở các trụ sở qua hoạt động online thực hiện trên website.
- Cải thiện năng lực quản lý của chính phủ và các cơ quan Nhà nước[6]: phát triển các phương thức lãnh đạo mới, quản lý dựa trên dữ liệu, nắm bắt thông tin nhanh chóng, ra quyết định chính xác...
- Nâng cao năng suất của các dịch vụ công cộng:  rút gọn thủ tục, giảm thời gian thực hiện các hoạt động công, xây dựng bộ máy Nhà nước hiện đại, minh bạch.
- Giảm bớt chi phí về mặt nhân sự khi cắt giảm được phần thủ tục trực tiếp, chi phí cho các hoạt động tiếp cận người dân,...
- Tạo điều kiện cho công dân và các doanh nghiệp có thể dễ dàng tương tác với chính phủ, các cơ quan Nhà nước ở bất cứ đâu. Đồng thời, có thể nhanh chóng ghi nhận các ý kiến đóng góp của người dân như các hoạt động lấy ý kiến chung như các dự thảo thay đổi về luật pháp.

## Hình thức hoạt động
- Thư điện tử (email): Việc sử dụng email giúp tiết kiệm được chi phí và rút ngắn  thời gian và công sức trong quá trình  làm việc của chính phủ.[7] Thông qua đó, chính phủ có thể dễ dàng thông báo, báo cáo đến người dân trong nước một cách nhanh chóng và kịp thời hơn. Bên cạnh đó, Chính phủ điện tử yêu cầu mỗi cá nhân trong bộ máy quản lý nhà nước phải có địa chỉ email để cùng nhau trao đổi thông tin qua mạng.
- Mua sắm công trong Chính phủ điện tử được thực hiện thông qua các dịch vụ trực tuyến sẽ đảm bảo tính minh bạch hơn trong việc sử dụng chi phí của chính phủ. Bên cạnh đó, nó sẽ tiết kiệm được thời gian, chi phí so với quá trình mua sắm chính phủ trước đây.[7]
- Trao đổi dữ liệu điện tử (Electronic Data Interchange - EDI): là truyền tải dữ liệu từ máy tính gửi sang máy tính nhận thông qua các phương tiện truyền thông điện tử.[7] Với EDI, hầu hết các quy trình phức tạp trước đây sẽ được xử lý nhanh chóng từ máy tính: đơn đặt hàng, vận đơn, yêu cầu báo giá, báo cáo nhận hàng và các tài liệu kinh doanh điện tử,... Từ đó, sẽ giúp chính phủ tiết kiệm nhiều thời gian chi phí và tránh được nhiều sai sót. Bên cạnh đó, EDI còn mang ưu điểm vượt bậc là có tính bảo mật cao.
- Tra cứu, cập nhật thông tin qua mạng: Thông qua Internet và dịch vụ trực tuyến chính phủ có thể kịp thời và nhanh chóng cung cấp thông tin cho người dân và doanh nghiệp trong cả nước: văn hóa, kinh tế, chính trị, xã hội, các chủ trương chính sách Nhà nước và các hướng dẫn các thủ tục hành chính.[7]

## Phân biệt Chính phủ điện tử (e-Government) với Quản trị điện tử (e-Governance)
| Yếu tố so sánh         | Chính phủ điện tử (e- Government) | Quản trị điện tử (e-Governance) |
| Định nghĩa             | Đề cập đến việc sử dụng công nghệ thông tin và truyền thông như Internet trong quản trị công nhằm cải thiện các dịch vụ công và quy trình của chính phủ, tăng cường hiệu quả minh bạch, hỗ trợ cho người dân. | Là một phần của Chính phủ điện tử. Quản trị điện tử với sự trợ giúp của công nghệ thông tin và truyền thông trong việc tăng cường phạm vi và chất lượng thông tin đến người dân một cách hiệu quả. |
| Cốt lõi                | Là hệ thống | Là công cụ, cung cấp các dịch vụ chính phủ khác nhau cho người dân một cách thuận tiện |
| Giao thức truyền thông | Giao thức truyền thông một chiều. | Giao thức truyền thông hai chiều, giữa chính phủ đối với người dân và ngược lại. |

## Chỉ số phát triển Chính phủ điện tử (EGDI)
- Cùng với sự phát triển mạnh mẽ về công nghệ truyền thông và nhu cầu sử dụng sử dụng Internet ngày càng nhiều buộc chính phủ của các quốc gia ngày càng nâng cao các dịch vụ trực tuyến. Để đo lường sự phát triển của năng lực chính phủ điện tử quốc gia, Liên Hợp Quốc đã tạo ra chỉ số phát triển chính phủ điện tử (EGDI)
- Trên thực tế, phòng Quản lý Phát triển và Quản lý Công cộng (DPAPM) của Hội đồng Kinh tế và Xã hội Liên Hợp Quốc (UN-DESA) sẽ thực hiện một cuộc khảo sát về sự phát triển chính phủ điện tử của các nước trong đó có bao gồm một phần nội dung về Chỉ số Phát triển Chính phủ điện tử (EGDI).[10] Nội dung này cung cấp bảng xếp hạng so sánh sự phát triển Chính phủ điện tử của 193 quốc gia. Và việc này được thực hiện hai năm một lần.
- Bảng xếp hạng sẽ so sánh mức độ tương quan về chỉ số phát triển điện tử EGDI thông qua việc sử dụng dịch vụ cộng đồng trực tuyến của 193 quốc gia trong Liên Hợp Quốc nhằm kiểm tra toàn diện các các dịch vụ trực tuyến được chính phủ các nước quan tâm và triển khai như thế nào.
- Ba chỉ số của EGDI bao gồm:

1. Chỉ số dịch vụ công trực tuyến- OSI
2. Chỉ số hạ tầng viễn thông - TII
3. Chỉ số nguồn nhân lực - HCI

## Ưu điểm và nhược điểm

### Ưu điểm
Những ưu điểm chính của chính phủ điện tử bao gồm tăng tính hiệu quả, cải thiện dịch vụ,tăng  khả năng tiếp cận dịch vụ công và tính minh bạch, trách nhiệm cao hơn:
- Tăng độ minh bạch của chính phủ vì người dân sẽ được thông báo về những hoạt động mà chính phủ đang thực hiện cũng như những chính sách mà họ đề ra.
- Cải thiện được hiệu quả so với hệ thống hành chính làm việc trên bàn giấy, giúp tiết kiệm thời gian, đồng thời rút gọn khoảng cách giao tiếp giữa chính phủ và doanh nghiệp.[11]
- Giảm được phần chi phí dành cho việc phục vụ các hoạt động của công chức và mua sắm công.
- Cho phép người dân có thể truy cập và thu thập thông tin liên quan đến bất kỳ bộ phận nào của chính phủ và người dân có quyền tham gia vào quá trình ra quyết định của chính phủ.

### Nhược điểm
- Thời gian: để xây dựng được chính phủ điện tử cần đồng bộ hóa được các bộ phận hành chính với nhiều thủ tục khác nhau, nhiều hoạt động khác nhau. Điều này dẫn tới việc sẽ mất một thời gian dài để có thể hoàn thành.[11]
- Bảo mật: Việc lưu trữ dữ liệu cá nhân của công dân có thể bị xem là kiểm soát quyền riêng tư hoặc lạm dụng cho những mục đích khác. Còn có nguy cơ việc dữ liệu bị mất cắp, hoặc bị rò rỉ thông tin hoặc bị bán, sử dụng cho các mục đích thương mại.
- Chi phí: Tốn nhiều chi phí để có thể hoàn thành được chính phủ điện tử. Và còn có các chi phí tiếp tục phát sinh như chi phí dùng để bảo trì, nâng cấp trang web. Đồng thời cũng phải trả một khoản phí lớn để bảo vệ được quyền riêng tư, tránh bị hack dữ liệu.
- Chế độ chính trị: tùy vào các chế độ chính trị khác nhau mà sẽ có nhiều vấn đề phát sinh liên quan, ví dụ với các nước theo chế độ xem trọng quyền tự do và riêng tư của người dân thì việc nắm giữ thông tin cá nhân của người dân sẽ bị nhiều sự phản đối.
- Với những nước còn nghèo, chưa phổ cập internet toàn dân thì sẽ có những bộ phận người dân không thể tiếp cận được chính phủ điện tử, họ là những người có thể bị cập nhật thông tin chậm trễ, chính phủ không tiếp cận được nhóm đối tượng này thông qua chính phủ điện tử.[12]

## Chính phủ điện tử và sự bảo mật
- Việc xây một hệ thống Chính phủ điện tử hiệu quả, an ninh mạng trở thành vấn đề chính cần được xem xét. Những rủi ro chính trị về bảo mật thông tin trong chính phủ điện tử được xem là nghiêm trọng hơn nhiều so với những sự bảo mật thông thường của người dân hay khu vực tư nhân[13]. Do chính phủ điện tử nắm giữ phần lớn các thông tin cá nhân.
- Mục tiêu của sự bảo mật thông tin:
  1. Những cá nhân hay tổ chức có quyền hoặc được ủy quyền thì mới được phép truy cập những thông tin để đảm bảo việc giữ bí mật
  2. Tính toàn vẹn: Bảo vệ tính chính xác và đầy đủ của thông tin. Cụ thể là, đảm bảo các hệ thống và dữ liệu không bị giả mạo và các thực thể (cho dù là cá nhân, phần cứng hoặc phần mềm) có thể được xác thực là bản gốc và chính hãng.
  3. Đảm bảo tính khả dụng nghĩa là người dùng được ủy quyền họ có quyền truy cập vào thông tin và tài sản liên quan khi được yêu cầu.
- Dịch vụ bảo mật của chính phủ điện tử:
  1. Dịch vụ bảo mật xác thực: Đối với thông tin và dịch vụ có độ nhạy cảm cao, điều kiện tiên quyết là đảm bảo tất cả quyền truy cập được ủy quyền. Cần có những yêu cầu cao trong việc xác thực danh tính người truy cập như yêu cầu xác thực đa yếu tố, gõ phím khi đăng nhập mã xác thực (USB, Smart card,...) để đảm bảo cao hơn về danh tính được yêu cầu.[13] Tuy nhiên thách thức của dịch vụ này tốn kém chi phí và khó quản lý hơn.
  2. Dịch vụ bảo mật kiểm soát truy cập: Các hệ thống chính phủ điện tử cần đảm bảo đúng người có quyền truy cập vào thông tin phù hợp mà không để rò rỉ thông tin cho những người không được ủy quyền.

## Chính phủ điện tử 2.0
Chính phủ 2.0 là thế hệ tiếp theo của chính phủ điện tử. Trong khi chính phủ điện tử truyền thống tập trung mạnh vào các thay đổi công nghệ nội bộ thì Chính phủ 2.0 chuyển hướng tập trung vào người dân. Chính phủ điện tử 2.0 kết hợp các nguyên tắc cơ bản của Web 2.0 nhằm nâng cao hiệu lực, hiệu quả hoạt động của bộ máy hành chính nhà nước và chất lượng phục vụ người dân, doanh nghiệp hướng tới Chính phủ số, nền kinh tế số và xã hội số.
Chính phủ điện tử 2.0 ngày càng mở rộng về khả năng tiếp cận thông tin cũng như chấp nhận các ý tưởng mới, ngày càng mang tính xã hội và lấy người dùng làm trung tâm. Nó bao gồm các đặc điểm:
- Hướng đến cộng đồng: Chính phủ điện tử 2.0 tập trung vào sự tương tác xã hội giữa người dân, chính phủ, các doanh nghiệp và giữa họ với nhau. Nó tạo cơ hội cho các cá nhân tham gia tích cực trong việc tạo, tổ chức, chỉnh sửa, chia sẻ, nhận xét và xếp hạng nội dung web cũng như hình thành mạng xã hội bằng cách tương tác và liên kết với nhau.
- Nội dung do người dùng tạo dựng và phát triển: Người dùng không chỉ là chính phủ, mà các doanh nghiệp và người dân bên ngoài chính phủ tham gia vào việc đưa ra các đề xuất cải tiến, thêm ý tưởng, phát triển các ứng dụng mới, cuối cùng có thể đưa đến các loại mô hình kinh doanh mới.[14]
- Nền tảng mở: Dữ liệu khu vực công được mở cho mọi người để cung cấp cái nhìn sâu sắc về hoạt động của chính phủ, hiệu quả chính sách.
- Hợp tác: người dân, doanh nghiệp và chính phủ tạo ra nội dung, cùng tương tác với nhau. Chính phủ điện tử 2.0 trở thành một nền tảng (Platform) cho phép phát triển cộng đồng, chia sẻ, hợp tác, đồng sáng tạo và đổi mới.[16]

Các vấn đề của chính phủ điện tử 2.0:
- Tính bảo mật: do sự ra đời của công nghệ web 2.0, chính phủ đối mặt với các vấn đề về bảo mật, hacker, trộm cắp danh tính, lừa đảo, giả mạo, rò rỉ dữ liệu, giao dịch nội gián,...
- Duy trì một cộng đồng: xây dựng và duy trì cộng đồng là điều cần thiết.
- Nỗ lực: thúc đẩy trao đổi và tham gia giữa người dân, doanh nghiệp, chính phủ có thể bị giới hạn bởi các nguồn lực để có thể đáp ứng tất cả các yêu cầu.
- Mất kiểm soát: quá minh bạch có thể khiến chính phủ mất quyền kiểm soát đối với việc làm chủ hệ thống thông tin và tính hợp pháp trong mối quan hệ với người dân, doanh nghiệp
- Hệ thống và quy trình mới: Chính phủ điện tử 2.0 yêu cầu phát triển hệ thống vận hành với mạng lưới tổ chức lớn hơn và các quy trình mới để tạo thuận lợi cho chính phủ 2.0.
- Quyền sở hữu trí tuệ: trí tuệ tập thể thường đặt ra nhiều vấn đề về quyền sở hữu trí tuệ.
- Dữ liệu cá nhân và quyền riêng tư: Web 2.0 thiếu sự bảo vệ dữ liệu riêng tư. Rủi ro với chính phủ điện tử 2.0 thậm chí còn nhiều hơn vì nó liên quan đến danh tính và nhận dạng cá nhân.

## Thách thức trong tương lai
Hạ tầng công nghệ thông tin:
- Hạ tầng công nghệ thông tin là một trong những thách thức lớn đối với việc phát triển chính phủ điện tử trong tương lai. Để chuyển đổi sang chính phủ điện tử, bộ hướng dẫn về các nguyên tắc, mô hình, tiêu chuẩn xây dựng, văn bản về kết nối, chia sẻ dữ liệu là điều cần thiết.
- Tại nhiều nước đang phát triển, nhu cầu về dịch vụ điện tử không cao, khoảng cách giữa những người có quyền truy cập Internet và những người không có Internet có sự chênh lệch lớn.[17] Những người không có Internet sẽ không thể hưởng lợi từ các dịch vụ của chính phủ điện tử, họ ít hoặc không lên tiếng về các nhu cầu phát sinh của mình bởi không có đủ các kênh giao tiếp để thông tin về nhu cầu của mình. Kết quả là các lãnh đạo khu vực công chịu ít áp lực để buộc họ phải thay đổi.[18]
- Hạ tầng công nghệ thông tin không chỉ đơn thuần bao gồm các thiết bị viễn thông và máy tính. Sự hiểu biết về công nghệ thông tin là yếu tố cần thiết để người dùng có thể sử dụng và hưởng lợi từ các ứng dụng của chính phủ điện tử.[17] Mức độ phát triển con người càng cao thì người dân càng có xu hướng chấp nhận và sử dụng các dịch vụ chính phủ điện tử. Do đó, chính phủ nên chú trọng đầu tư, thiết lập cơ sở hạ tầng hiện đại để cải thiện hiệu quả và trải nghiệm người dùng cho các dịch vụ từ giấy tờ truyền thống sang nền tảng kỹ thuật số.

Quyền riêng tư bảo mật:
- Chính phủ có thể phát triển các nền tảng để tương tác với người dân, tuy nhiên, những nền tảng này sẽ chỉ phát huy tính hiệu quả nếu người dân thực sự sử dụng chúng. Người dân cần phải sẵn sàng tham gia vào các mạng này. Niềm tin cần phải được thiết lập trong các tương tác giữa chính phủ và người dân. Một trong số những mối quan tâm của người dân, quyền riêng tư và bảo mật là những rào cản quan trọng trong việc thực thi chính phủ điện tử.[19] Do đó, quyền riêng tư và bảo mật phải được ưu tiên khi thiết lập và duy trì các trang web để đảm bảo việc thu thập dữ liệu an toàn.
- Chính phủ điện tử cần phải giải quyết các vấn đề riêng tư trong mạng lưới để tăng sự tin tưởng của người dùng về quyền riêng tư mọi thông tin cá nhân khi chia sẻ, sử dụng các dịch vụ của chính phủ điện tử. Các chính sách bảo mật toàn diện cần được phổ cập với người dân, quyền riêng tư và yêu cầu dữ liệu cá nhân chỉ được thu thập và xử lý cho các mục đích hợp pháp.

Phát triển nguồn nhân lực:
- Chuyển đổi sang chính phủ điện tử là một quá trình lâu dài và khó khăn. Những người làm việc trong cơ quan Nhà nước phải sử dụng thành thạo công nghệ mới, liên tục thay đổi để tăng tính hiệu quả trong tương tác của họ với người dân.[18]
- Thiếu nhân lực có trình độ, kỹ năng về công nghệ thông tin là một thách thức lớn đối với việc triển khai chính phủ điện tử, đặc biệt là ở các nước đang phát triển. Hệ thống có thể thực hiện thành công nếu có sẵn nhân lực đủ khả năng để đảm nhận vai trò khởi đầu và phát triển hệ thống chính phủ điện tử.[18]

Rào cản tài chính:
- Thiếu hỗ trợ tài chính là một trở ngại đối với việc thực thi chính phủ điện tử ở nhiều quốc gia.
- Thực hiện chính phủ điện tử là tốn kém: chi phí triển khai, bảo trì hệ thống phần mềm, đào tạo, giáo dục cao, thiếu tài chính cho đầu tư vốn vào công nghệ mới.[19] Việc đảm bảo có sẵn nguồn lực về ngân sách hiện có và dự kiến để xây dựng, phát triển chính phủ điện tử là rào cản đối với nhiều quốc gia.

## Chính phủ điện tử Việt Nam

### Các giai đoạn phát triển của chính phủ điện tử Việt Nam
Năm 2019, chỉ số phát triển Chính phủ điện tử của Việt Nam đứng thứ 6 trong khu vực ASEAN và đứng thứ 88 trong 193 quốc gia trên thế giới.
Thời gian gần đây, Việt Nam là một trong những quốc gia có nhiều sự cải thiện về trình độ phát triển của chính phủ điện tử.
Theo nguồn thông tin từ Liên Hợp quốc, chính phủ điện tử ở các nước sẽ trải qua 5 giai đoạn của sự phát triển. Hiện tại, việc xây dựng chính phủ điện tử Việt Nam đã trải qua được 4 giai đoạn phát triển:
- Giai đoạn đầu tiên là sự hiện diện: Xây dựng hạ tầng thông tin đơn giản: cung cấp những các thức truy cập và tìm kiếm thông tin đơn giản cho người sử dụng. Đồng thời, tạo cơ sở dữ liệu nền tảng với mục đích thuần túy là chỉ cung cấp thông tin. Bên cạnh đó, người dùng không có giao diện và chức năng để trao đổi thông tin với chính phủ và mọi người.
- Giai đoạn 2 là tương tác: Dần hoàn thiện quá trình đồng bộ của việc chuyển đổi dữ liệu. Đồng thời tích hợp các công cụ tương tác nghĩa là website cho phép mọi người có thể tương tác với nhau để rút ngắn khoảng cách giữa chính phủ và người dân, giữa công dân và công dân. Tuy nhiên, ở giai đoạn này thông tin và các chức năng trên website còn nhiều hạn chế: cho phép tải mẫu in ấn và gửi trả lại một cơ quan, tạo email liên lạc,...
- Giai đoạn 3 là giao dịch: Đa dạng hóa các tính năng: bổ sung thêm tính năng để công dân thực hiện hoàn toàn các giao dịch điện tử 24 giờ trong ngày, và ở bất kì đâu. Đồng thời, tăng mức độ tương tác trong các giao dịch do với giai đoạn trước đó tuy nhiên các hoạt động này vẫn đang diễn ra một chiều là chủ yếu.
- Giai đoạn 4 là sự chuyển đổi: Ở giai đoạn này, sẽ ứng dụng công nghệ thông tin để tổ chức và thực hiện những sự thay đổi trong chức năng của chính vụ. Đồng thời, các tính năng trong dịch vụ của chính phủ có thêm sự quản lý mối quan hệ khách hàng để có thể đáp ứng được các nhu cầu đặt ra và xử lý các câu hỏi, các vấn đề quen thuộc.[20]

### Cơ sở nền tảng để phát triển chính phủ điện tử ở Việt Nam
Sự phát triển của Internet
- Tỉ lệ người sử dụng điện thoại thông minh truy cập internet tại Việt Nam 2019. Năm 2019, Việt Nam hiện có khoảng 64 triệu người sử dụng Internet, tăng đến 28% so với năm 2017.[22]
- Trong số 64 triệu người dùng internet tại Việt Nam 2019, thì số lượng người dùng truy cập bằng thiết bị di động là 61.73 triệu người (chiếm 96% số người sử dụng internet). Theo thống kê 2019, có tới hơn 2.7 tỷ lượt tải về các ứng dụng trên điện thoại và số tiền người tiêu dùng chi ra cho những ứng dụng này là 161.6 triệu $.[22]
- Tỷ lệ sử dụng Internet ở Châu Á cũng có nhiều sự khác biệt giữa các nước. Đối với những nước phát triển: Hàn Quốc, Singapore, Trung Quốc,.... 70% - 80% người dân tại các nước này có nhu cầu cao về sử dụng Internet. Còn đối với các quốc gia kém phát triển ở Châu Á: Việt Nam, Indonesia, Campuchia,... mức độ sử dụng Internet dao động khoảng 30% và có xu hướng tăng mạnh trong những năm gần đây.
- Bên cạnh đó, Việt  Nam là một trong những quốc gia có tỷ lệ sử dụng Internet tăng mạnh nhất trong các năm qua tại khu vực Châu Á. Năm 2000, số lượng người sử dụng Internet tăng lên khoảng hơn 100 lần so với những thời kỳ trước[23]. Việt Nam dần khẳng định khả năng phát triển trong lĩnh vực công nghệ thông tin thông qua sự phát triển vượt bậc về nhu cầu tiếp cận Internet.

Sự phát triển của ngành Viễn thông:
- Tổng doanh thu của ngành viễn thông ở Việt Nam năm 2019 đạt 470.000 tỷ đồng, tăng 19% so với năm trước đó.[24]
- Việt Nam tăng 10 bậc trong bảng xếp hạng về Chỉ số năng lực cạnh tranh toàn cầu nhờ vào sự tăng trưởng, phát triển mạnh mẽ của ngành viễn thông và công nghệ thông tin.

Nguồn nhân lực trong việc triển khai chính phủ điện tử
- Chính phủ cần một nguồn nhân lực chất lượng trong lĩnh vực công nghệ thông tin, công nghệ viễn thông và điện tử. Hiện nay, trong nước có khoảng 20000 người đang hoạt động trong lĩnh vực công nghệ thông tin và hơn 50000 người đang theo học và làm trong lĩnh vực này [23]. Theo đó, chính phủ cũng tạo những điều kiện cho người dân tiếp cận CNTT một cách tốt nhất. Thống kê là cứ mỗi năm có khoảng 3500 người được đào tạo cơ bản về tin học văn phòng.
- Tuy nhiên, hiện nay chúng ta đang còn thiếu nhân lực công nghệ thông tin chất lượng. Số lượng sinh viên được đào tạo chỉn chu qua các trường đại học bởi sự hỗ trợ lớn từ nhà nước vẫn chưa đáp ứng đủ cả về nhu cầu chất lượng và số lượng hiện nay. Chính phủ cần tập trung cao hơn vào đầu tư phát triển nguồn nhân lực trong việc triển khai chính phủ điện tử trong tương lai.